# (6635) Zuber
(6635) Zuber ist ein Asteroid des inneren Hauptgürtels, der am 26. September 1987 von den US-amerikanischen Astronomen Carolyn Shoemaker und Eugene Shoemaker am Palomar-Observatorium (IAU-Code 675) auf dem Gipfel des Palomar Mountain etwa 80 Kilometer nordöstlich von San Diego entdeckt wurde.
Der Asteroid wurde am 8. August 1998 nach der US-amerikanischen Planetologin und Geophysikerin Maria T. Zuber (* 1958) benannt, die  zu den führenden Wissenschaftlern auf dem Gebiet der planetaren Geophysik, speziell der Untersuchung der Topographie, des Gravitationsfeldes und des Inneren von Himmelskörpern, gehört und ab 2008 als erste Frau die wissenschaftliche Leitung einer NASA-Mission, der GRAIL-Mission, übernahm.